# Peugeot 607
Peugeot 607 (укр. «Пежо 607») — автомобіль бізнес-класу, що випускається під маркою Пежо. 607 був представлений в 1999 році, як заміна застарілої моделі 605 (назву 606 було пропущено). Всього виготовлено 168 875 автомобілів.

## Опис

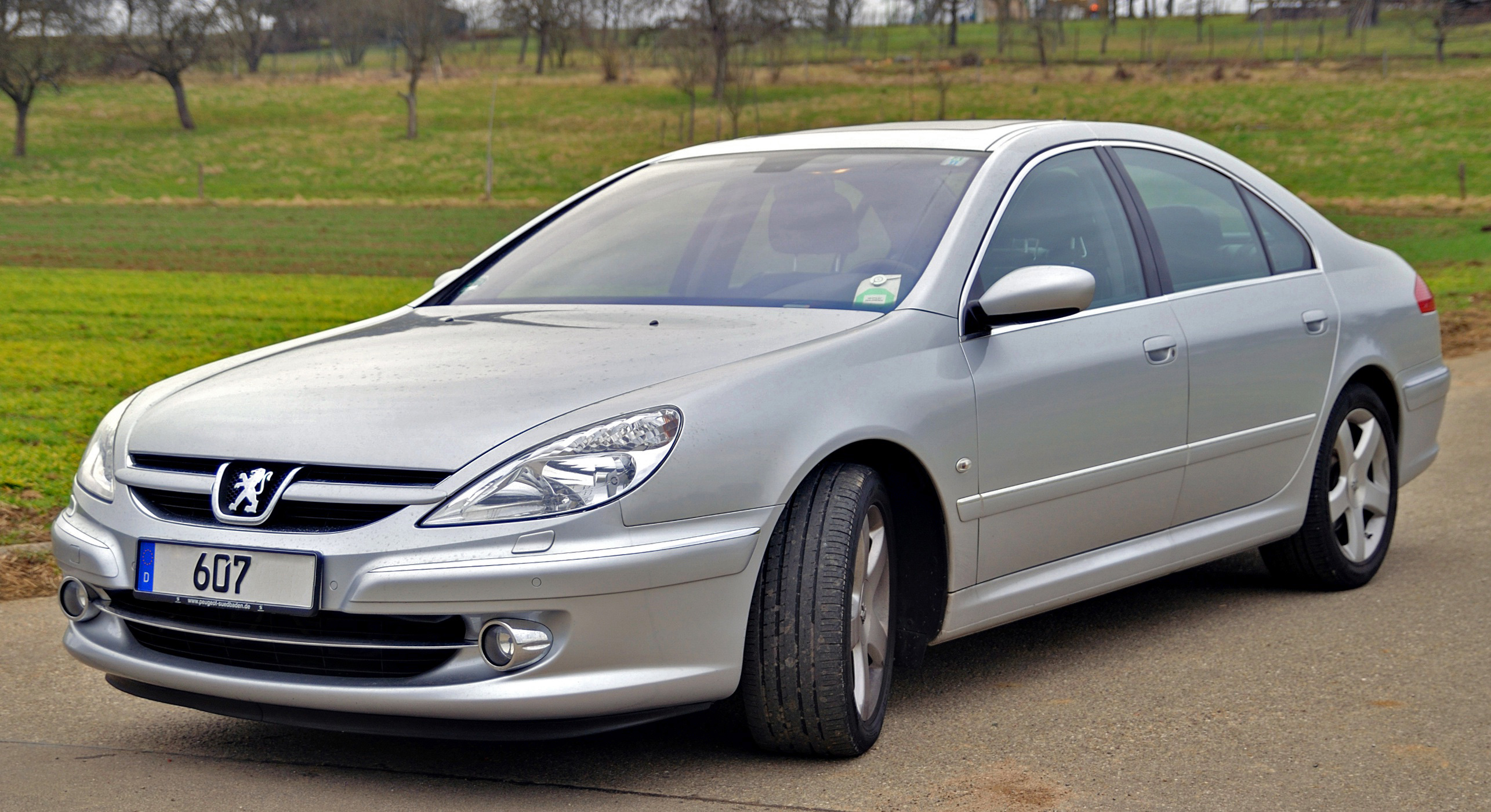
Peugeot 607 (2004–2010)

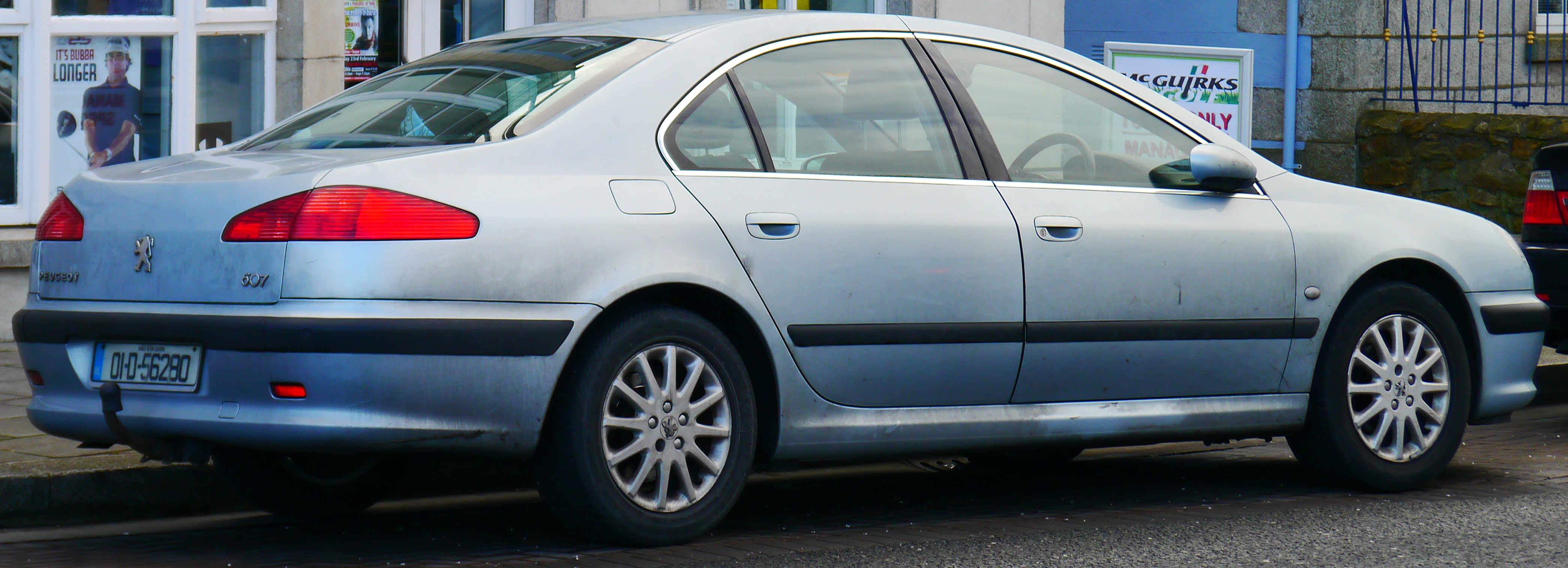
Peugeot 607 (1999–2004)

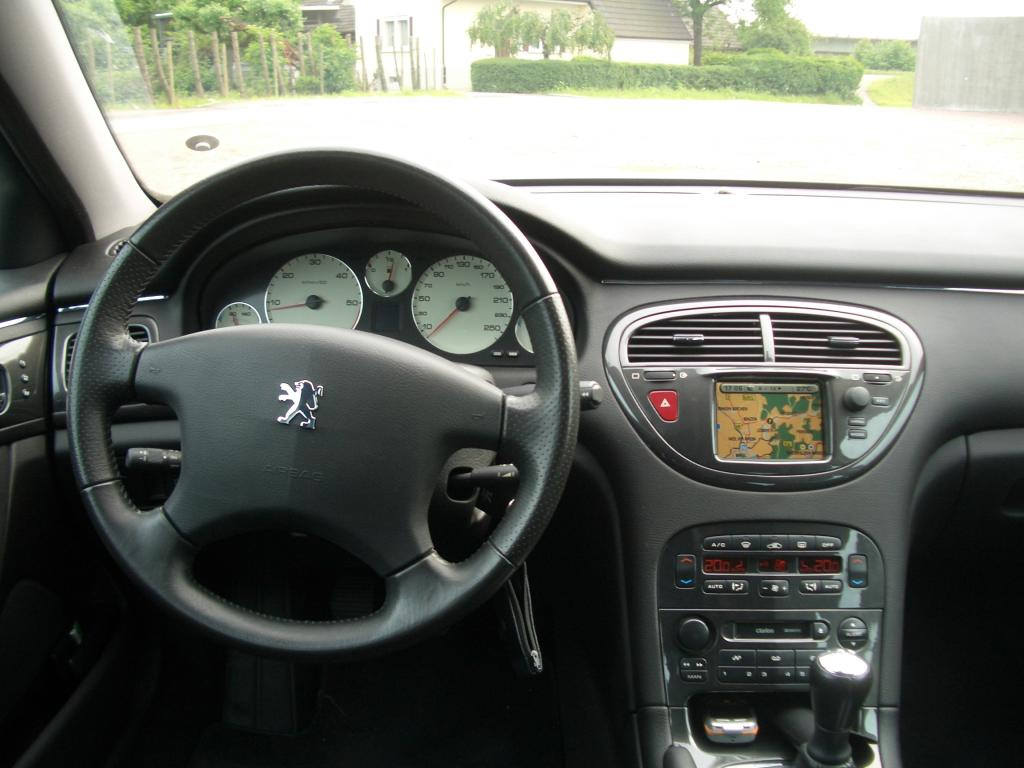
Салон Peugeot 607

607 побудований на базі 605, але при цьому отримав новий кузов і двигуни (об'ємом від 2,2 до 3,0 літрів). У найбіднішій комплектації Peugeot 607 вже має АБС, подушки безпеки, центральний замок, електросклопідйомники і CD-магнітолу. 
В 2004 році модель модернізували, змінивши бампери та оснащення.
Peugeot 607 отримав популярність як таксі в Португалії та країнах Бенілюксу. Peugeot 607 Paladine - спеціальна подовжена на 500 мм версія 607 зі складаним металевим дахом, був використаний при інавгурації президента Франції Ніколя Саркозі 16 травня 2007 року.
Седан 607 постачається з круїз-контролем, клімат-контролем, супутниковою навігацією, CD чейджером, можливістю користуватись телефоном через гучномовець, електронним контролем стабільності та протибуксувальною системою. Сигналізація та іммобілайзер убезпечать автомобіль від угону. Про безпеку водія та пасажирів дбають: вісім подушок безпеки з можливістю відключення випуску подушки зі сторони переднього пасажира, антиблокувальна гальмівна система та контроль стійкості. На задніх сидіннях Ви знайдете фіксатори Isofix. За окрему плату покупець отримає: шкіряну обшивку, підігрів передніх та задніх сидінь, сенсори паркування. 
У 2009 році випуск був припинений. У 2010 році модель була замінена на Peugeot 508.

## Двигуни

### Бензинові
- 2,0 л, EW10J4 (RFN) потужністю 136 к.с.
- 2,2 л, EW12J4 (3FZ) потужністю 158 к.с.
- 2,2 л, EW12J4 (3FY) потужністю 163 к.с.
- 3,0 л, ES9J4S (XFX) потужністю 207 к.с.
- 3,0 л, ES9IA (XFV) потужністю 211 к.с.

### Дизельні
- 2,0 л HDi FAP, DW10BTED4 (RHR) потужністю 136 к.с.
- 2,2 л HDi FAP, DW12ATED4 (4HZ/4HW) потужністю 133 к.с.
- 2,2 л HDi FAP, DW12BTED4 (4HT) потужністю 170 к.с.
- 2,7 л HDi FAP, DT17TED4 (UHZ) потужністю 204 к.с.